# Paratemnopis ambiguus
Paratemnopis ambiguus is een keversoort uit de familie boktorren (Cerambycidae). De wetenschappelijke naam van de soort is voor het eerst geldig gepubliceerd in 1978 door Martins.